# Bathocepheus manguiati
Bathocepheus manguiati är en kvalsterart som först beskrevs av Corpuz-Raros 1979.  Bathocepheus manguiati ingår i släktet Bathocepheus och familjen Carabodidae. Inga underarter finns listade.